# Sporobolus platensis
Sporobolus platensis är en gräsart som beskrevs av Parodi. Sporobolus platensis ingår i släktet droppgräs, och familjen gräs. Inga underarter finns listade i Catalogue of Life.